# Metagonimus yokogawai
Espèce
La douve de Yokogawa, Metagonimus yokogawai, parasite normal des chats et des chiens, est une espèce de vers plats très petits qui vivent dans le duodéno-jéjunum, déterminant la distomatose intestinale du Nord-Est asiatique.

## Répartition géographique
Elle est répandue de la Sibérie à la Corée, au Japon et à la Chine, touchant, par foyers, jusqu'à 50 % de personnes.

## Morphologie
L'adulte atteint à peine 1 à 2 mm ; brunâtre, il est plat et ovalaire.

## Biologie
Il vit fixé à la muqueuse et pond de petits œufs operculés de 30 microns, bruns, en amphore allongée avec pointe inférieure, rappelant ceux de la douve de Chine.

Le cycle est à deux hôtes : un mollusque aquatique (mélania) et un poisson salmonidé (truite) dans les muscles duquel s'enkystent les métacercaires infectieuses. C'est en consommant ces poissons, crus ou mal conservés, que l'homme s'infecte.

## Clinique
Les formes habituelle se limitent à une diarrhée muqueuse accompagnée de coliques. Le tableau ne devient plus sévère qu'en cas d'infestations massives (plusieurs milliers de vers).

## Diagnostic
Orienté par la clinique en zone d'endémie, le diagnostic de certitude repose sur la découverte des œufs dans les selles et leur absence dans le liquide de tubage duodénal (diagnostic différentiel avec les œufs de la douve de Chine, Clonorchis sinensis).

## Traitement
Niclosamide.